# Taggbräken
Taggbräken (Polystichum lonchitis) är en växtart i familjen ormbunksväxter.